# Comuna de Ośno Lubuskie
Ośno Lubuskie (polaco: Gmina Ośno Lubuskie) é uma gminy (comuna) na Polónia, na voivodia da Lubúsquia e no condado de Słubicki. A sede do condado é a cidade de Ośno Lubuskie.
De acordo com os censos de 2004, a comuna tem 6302 habitantes, com uma densidade 31,8 hab/km².

## Área
Estende-se por uma área de 197,97 km², incluindo:
- área agricola: 40%
- área florestal: 51%

## Demografia
Dados de 30 de Junho 2004:
|                      | Total   | Total | Mulheres | Mulheres | Homens  | Homens |
| -------------------- | ------- | ----- | -------- | -------- | ------- | ------ |
|                      | pessoas | %     | pessoas  | %        | pessoas | %      |
| População            | 6302    | 100   | 3168     | 50,3     | 3134    | 49,7   |
| Densidade (pop./km²) | 31,8    | 100   | 16       | 16       | 15,8    | 15,8   |

De acordo com dados de 2002, o rendimento médio per capita ascendia a 1820,6 zł.

## Subdivisões
- Grabno-Rosławice, Gronów, Lubień, Połęcko, Radachów-Lipienica, Sienno, Smogóry, Świniary, Trześniów-Kochań.

## Comunas vizinhas
- Górzyca, Krzeszyce, Rzepin, Słońsk, Sulęcin, Torzym